# Конец света (фильм, 1962)
«Конец света» — советский антирелигиозный комедийный фильм 1962 года режиссёра Бориса Бунеева.

## Сюжет
В деревню Опенки приезжает молодой священник отец Михаил. Восстановив полуразрушенную церковь, батюшка начинает службу. Одновременно в деревне появляется старичок Филин, называющий себя «святой жизни человек», и, поселившись у потерявшей на войне сына Матрёны, начинает вовлекать деревенских старушек в свою «веру». 
Неопытный батюшка не выдерживает конкуренции с матёрым шарлатаном в борьбе за умы деревенских старушек и уезжает. Местные власти, повесив на церкви табличку: «Памятник архитектуры. Охраняется государством», закрывают церковь и рапортуют в район о крупной победе научного атеизма. 
Однако радуется закрытию церкви и Филин. В самый разгар летней страды он объявляет наступление «конца света», уводя старушек на Лысую гору. Этим мероприятием заинтересовывается районная милиция. Участковый застаёт «святого старца» на колхозном огороде с ворованными огурцами, и признаёт в нём старого знакомого — раскулаченного поджигателя колхозной конюшни.

## В ролях
- Станислав Соколов — Саша Ликардокнн
- Евгения Колмыкова — Поля
- Татьяна Пельтцер — Матрёна, колхозница
- Виталий Полицеймако — Филин
- Станислав Любшин — отец Михаил
- Дая Смирнова — матушка Клавдия, супруга отца Михаила
- Варвара Попова — Агафья
- Владимир Ратомский — дед Пафнутий, колхозный сторож
- Евгений Крючков — Федя, бригадир
- Юрий Харченко — Гриша Зубарик
- Пётр Любешкин — Егор Иванович, председатель колхоза
- Виктор Сергачёв — участковый милиционер
- Николай Пажитнов — лектор
- Ия Маркс — Акулина
- Олег Видов — Ваня, погибший сын Матрёны
- Виктор Маркин — главврач
- Ксения Козьмина — мать Поли

## Съёмки
Место съёмок — село Пречистое Ярославской области, показана церковь Рождества Пресвятой Богородицы.

## Критика
Фильм снят в период хрущёвской антирелигиозной кампании, но, как отмечается современными[уточнить] исследователями, — фильм, как и другие антирелигиозные фильмы того периода, был направлен не столько против церкви, сколько на борьбу с сектантством.
Журналом «Искусство кино» в 1962 году отмечалось, что легкомысленность картины лишь кажущаяся, её комедийный характер идёт от глубоко народного свойства — к негативным явлениям жизни подходить с чувством юмора, исходящем из внутренней убежденности в противоестественности зла, в данном случае сектантства:

Но значение данного фильма в том, что это не просто отклик на разоблачение сектантства. Содержание картины шире, многозначнее. Тема колёс истории и вредных маленьких колёсиков — это тема глубоко общественная, звучащая сегодня остро и публицистично. Всем ходом своей мысли авторы доказывают нам, что маленькие колёсики вертятся в обратную сторону только тогда, когда мы позволяем им вертеться, когда допускаем это из-за своей невнимательности, из-за своего формального отношения к делу, к жизни, к душе человеческой.— журнал «Искусство кино», 1963 год
Современная[уточнить] критика также выделяет фильм среди снятых в тот период антирелигиозных картин:

Поп-хипстер на «Веспе» любит выпить коньячку и оттянуться со своей сексуальной попадьёй под западную музыку. Неудивительно, что он быстро теряет паству и приход, когда появляется уверенный в себе пожилой сектант, объявляющий скорый конец света. Атеистам будет непросто справиться с массовыми галлюцинациями, возглавляемыми главной бабушкой советского кино. При всей своей комедийной сущности фильме достоверно отражает сектантский мистический ужас в ожидании последних времён.— интернет-издание «Weekend OpenSpace», 2015 год